# 1 august
ianuarie • februarie • martie  • aprilie  • mai  • iunie  • iulie  • august  • septembrie  • octombrie  • noiembrie  • decembrie
1 august este a 213-a zi a calendarului gregorian și a 214-a zi în anii bisecți. Mai sunt 152 de zile până la sfârșitul anului.

## Evenimente

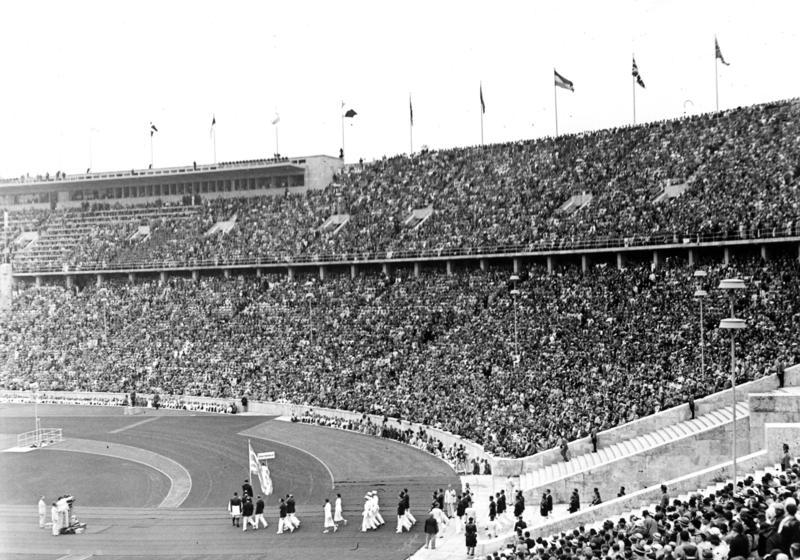
1936: Ceremonia de deschidere a Jocurilor Olimpice de la Berlin.

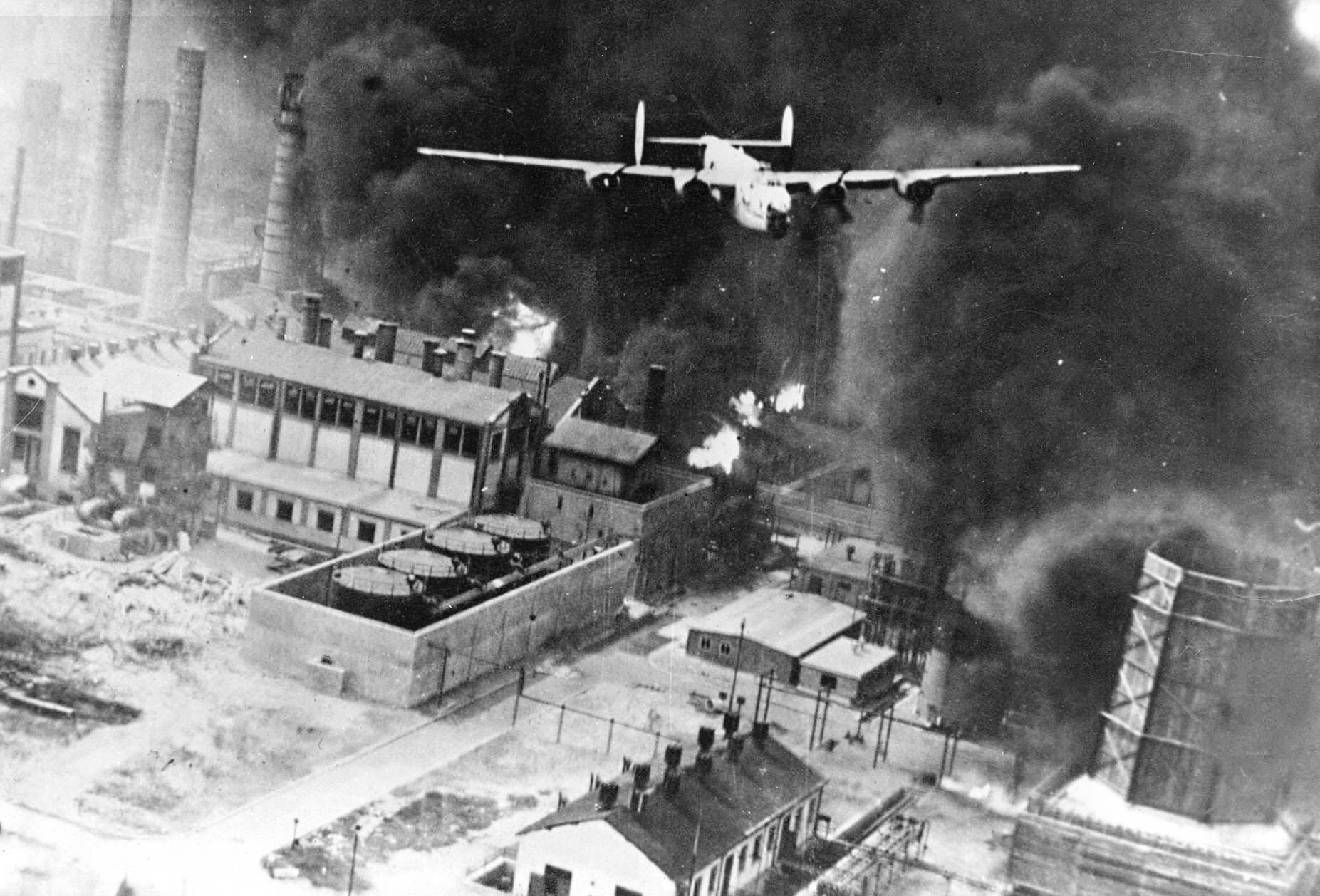
1943: Operațiunea Tidal Wave. Ploieștiul este bombardat pentru prima dată de către aviația americană.

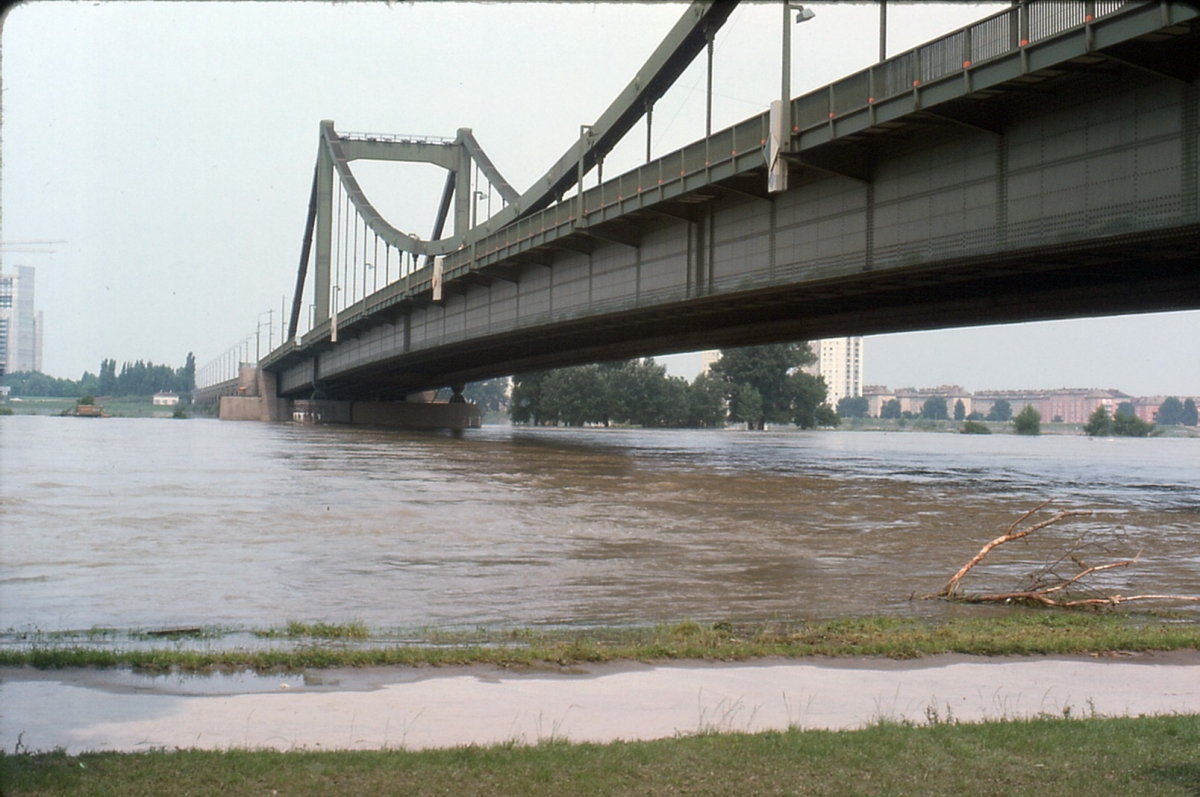
1976: Podul Imperial din Viena se prăbușește cu puțin timp înainte de a împlini o sută de ani. O persoană este ucisă.

1981: În Statele Unite se lansează postul de televiziune MTV.

- 49 î.Hr.: Bătălia de la Ilerda (Spania). Cezar a învins ultimele trupe susținătoare ale lui Pompei.
- 1473: Atestarea documentară a orașului Zalău.
- 1498: Cristofor Columb devine primul european care vizitează Venezuela.
- 1714: Dimitrie Cantemir a devenit primul român, membru al unui înalt for științific internațional (Academia din Berlin).
- 1714: George, elector de Hanovra devine regele George I al Marii Britanii, marcând începutul erei georgiene în istoria britanică.
- 1774: Joseph Priestley a anunțat descoperirea oxigenului, deși nu îl recunoaște ca element chimic.
- 1834: A intrat în vigoare Legea de Abolire a Sclaviei din 1833, prin care se abolea sclavia în întregul Imperiu Britanic.
- 1862: Constituirea Ministerului Afacerilor Externe al României.
- 1902: Statele Unite cumpără drepturile asupra Canalului Panama de la Franța.
- 1921: La Haga a fost creată Curtea Internațională de Justiție.
- 1936: Se deschid Jocurile Olimpice de la Berlin cu o ceremonie prezidată de Adolf Hitler.
- 1943: Operațiunea Tidal Wave: Ploieștiul este bombardat pentru prima dată de către aviația americană.
- 1944: Rezistența poloneză a declanșat Revolta din Varșovia împotriva ocupației naziste a Poloniei în timpul celui de-Al Doilea Război Mondial.
- 1965: Romanul lui Frank Herbert, Dune, a fost publicat pentru prima dată. În 2003 a fost desemnat cel mai bine vândut roman științifico-fantastic din lume.
- 1966: Partidul Comunist Chinez a decis lansarea Revoluției Culturale.  Epurarea intelectualilor și a imperialiștilor devine politica oficială a Chinei.
- 1966: Lunetistul din Texas Tower, Charles Whitman, a împușcat 18 oameni și a rănit alți 31 la Universitatea Texasului din Austin înainte de a fi ucis de poliție.[1][2][3][4]
- 1971: Concertul pentru Bangladesh, organizat de fostul Beatle George Harrison, are loc la Madison Square Garden din New York în fața a aproximativ 40.000 de spectatori.
- 1975: Semnarea actului final al Conferinței pentru Securitate și Cooperare în Europa (Helsinki).
- 1976: Niki Lauda are un accident grav în care aproape că și-a pierdut viața, la Marele Premiu al Germaniei de la Nurburgring.[5][6]
- 1976: Podul Imperial din Viena se prăbușește cu puțin timp înainte de a împlini o sută de ani. O persoană este ucisă în acest proces. Două poduri suplimentare peste Dunăre au fost ridicate în grabă pentru trafic și au fost folosite timp de patru ani.[7]
- 1977: Greva generală a minerilor din Valea Jiului. 30.000 de mineri au blocat exploatările și au cerut să discute numai cu Nicolae Ceaușescu (1 - 3 august).
- 1981: S-a lansat postul de televiziune MTV în Statele Unite, odată cu difuzarea primului său videoclip, Video Killed the Radio Star al formației The Buggles.
- 1990: Jeliu Jelev este ales de Parlament al doilea președinte al Bulgariei.
- 1996: A intrat în vigoare, în mod oficial, programul efectiv de Parteneriat Individualizat România - NATO.
- 2005: În Piața Revoluției, a avut loc inaugurarea ansamblului monumental „Memorialul Renașterii”, realizat de sculptorul Alexandru Ghilduș și închinat Revoluției Române.
- 2008: Redacția în limba română a postului de radio BBC își încetează activitatea, după 68 de ani de emisie neîntreruptă.
- 2008: Unsprezece alpiniști din expedițiile internaționale au murit pe K2, al doilea munte ca înălțime de pe Pământ, în cel mai grav accident din istoria alpinismului K2.
- 2023: Încălzirea globală: Oceanele lumii ating o nouă temperatură record de 20,96°C, depășind precedentul record de 20,95°C în martie 2016. De asemenea, se confirmă că luna iulie 2023 a fost cea mai fierbinte lună înregistrată vreodată.[8][9]

## Nașteri
- 10 î.Hr.: Claudius, împărat roman (d. 54)
- 0126: Pertinax, împărat roman (d. 193)
- 1713: Karl I, Duce de Brunswick-Wolfenbüttel (d. 1780)
- 1733: Richard Kirwan, chimist și mineralog irlandez (d. 1812)

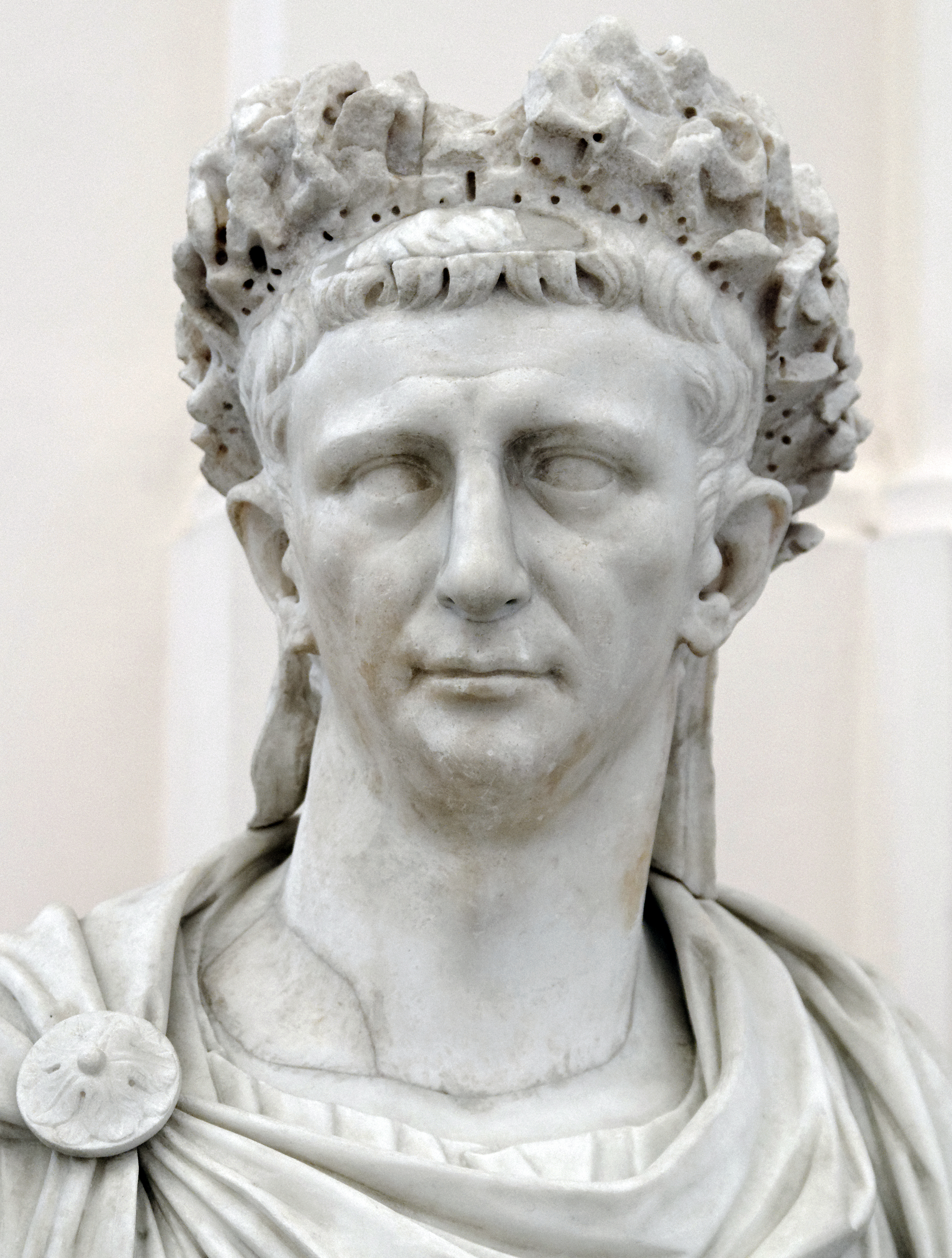
Claudius, împărat roman
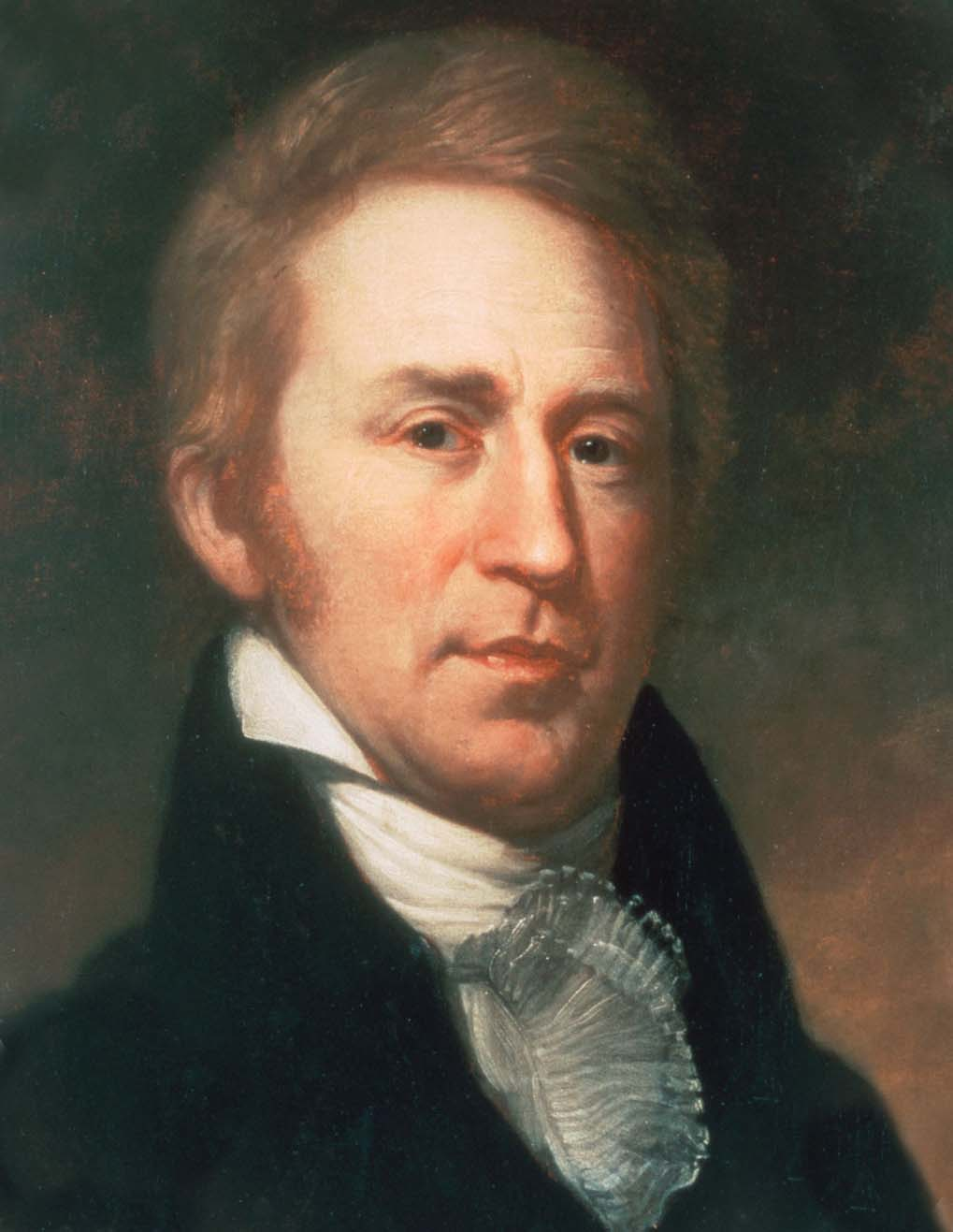
William Clark, explorator american
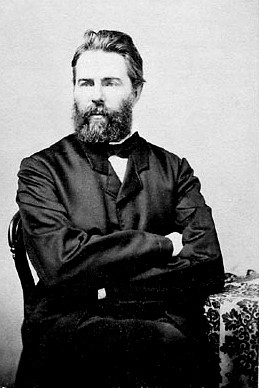
Herman Melville, scriitor american

- 1758: Samuil Vulcan, episcop greco catolic (d. 1839)
- 1770: William Clark, explorator american (d. 1838)
- 1819: Herman Melville, scriitor american (d. 1891)
- 1854: George Emanuel Lahovari, ziarist român (d. 1897)
- 1865: Prințul Eugén, Duce de Närke (d. 1947)
- 1883: Pantelimon Halippa, politician și literat român (d. 1979)
- 1885: George de Hevesy, chimist maghiar, laureat Nobel (d. 1966)
- 1887: Anthony Coldeway, scenarist american (d. 1963)
- 1891: Grigore Brezeanu, regizor român (d. 1919)
- 1893: Alexandru I, rege al Greciei (d. 1920)
- 1914: J. Lee Thompson, regizor englez (d. 2002)
- 1915: Gellu Naum, scriitor român (d. 2001)

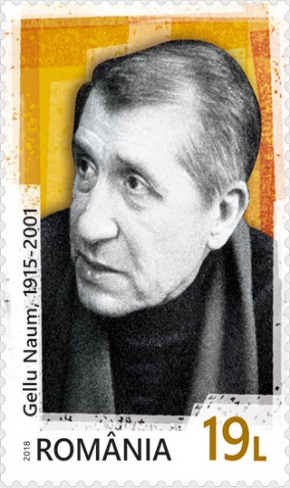
Gellu Naum, scriitor român
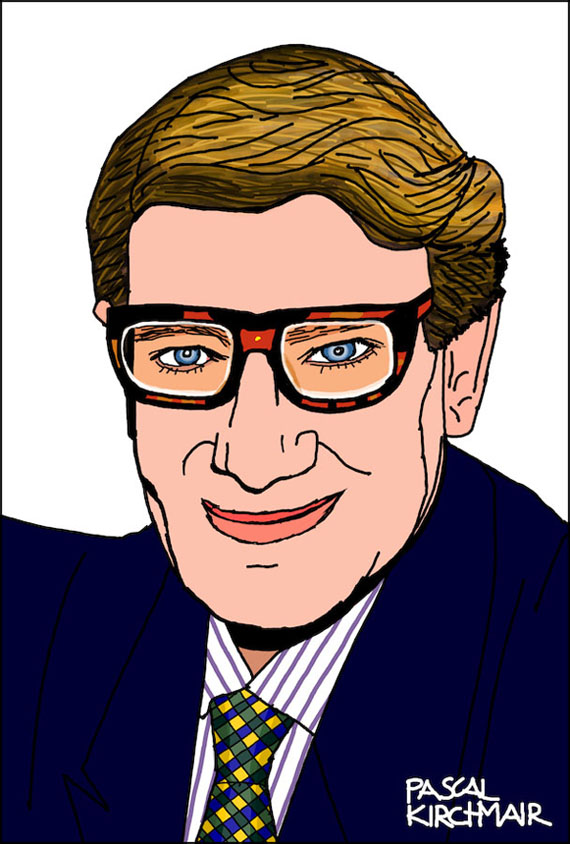
Yves Saint-Laurent, designer de modă francez
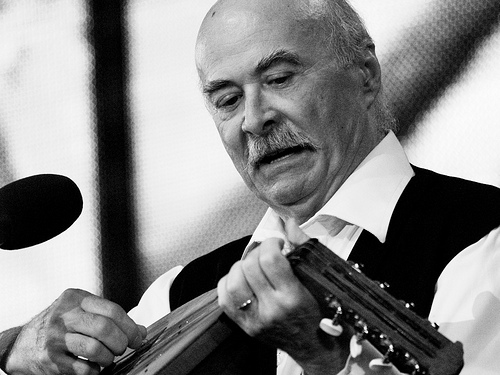
Tudor Gheorghe, cântăreț român

- 1924: Abdullah bin Abdulaziz al-Saud, rege al  Arabiei Saudite (d. 2015)
- 1936: Yves Saint-Laurent, designer de modă francez (d. 2008)
- 1939: Valeria Seciu, actriță română de teatru, film, voce, radio și televiziune (d. 2022)
- 1941: Nathalie Delon, actriță franceză (d. 2021)
- 1942: Giancarlo Giannini, actor italian
- 1945: Tudor Gheorghe, compozitor, cântăreț și actor român
- 1948: Emilia Dobrin, actriță română
- 1949: Mugur Isărescu, economist român
- 1951: Tommy Bolin, cântăreț-compozitor, chitarist american (Deep Purple, Zephyr și James Gang) (d. 1976)
- 1953: Dana Dogaru, actriță română
- 1961: Danny Blind, fotbalist și antrenor olandez
- 1963: Coolio, rapper, actor și producător muzical american (d. 2022)
- 1965: Sam Mendes, regizor și producător englez
- 1970: David James, fost fotbalist englez

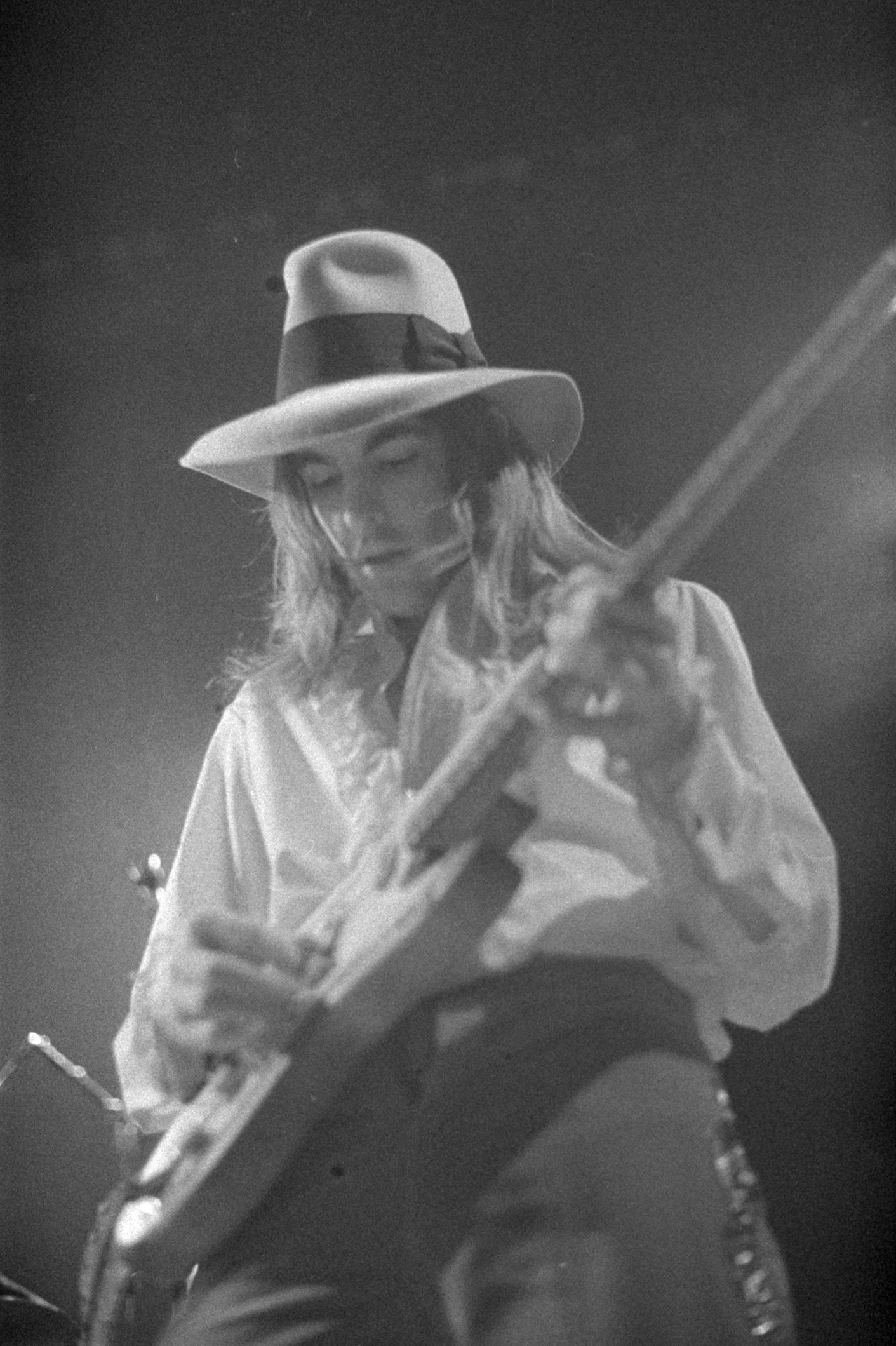
Tommy Bolin, chitarist american (Deep Purple)
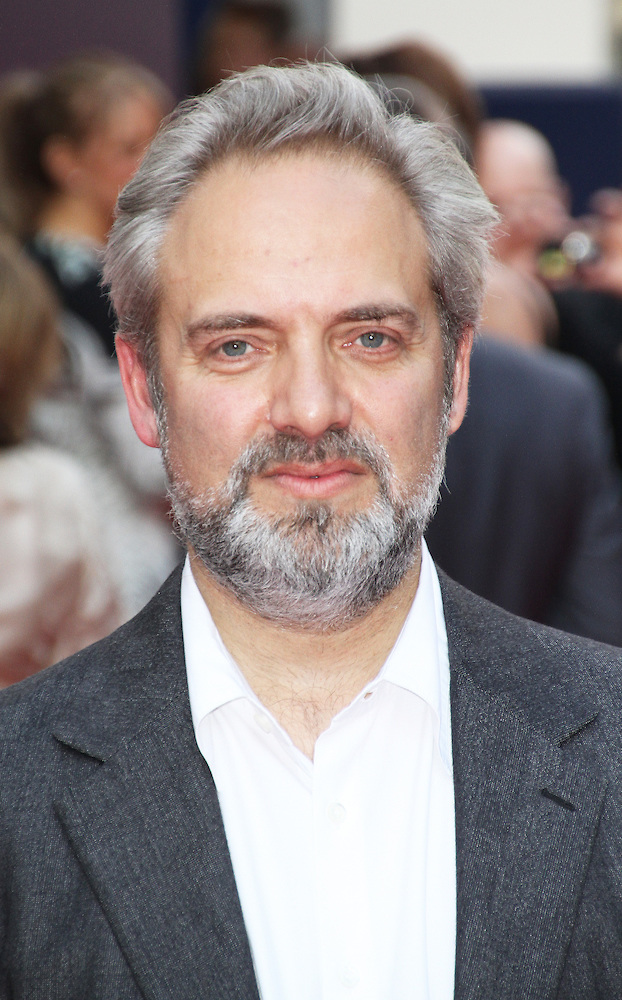
Sam Mendes, regizor britanic
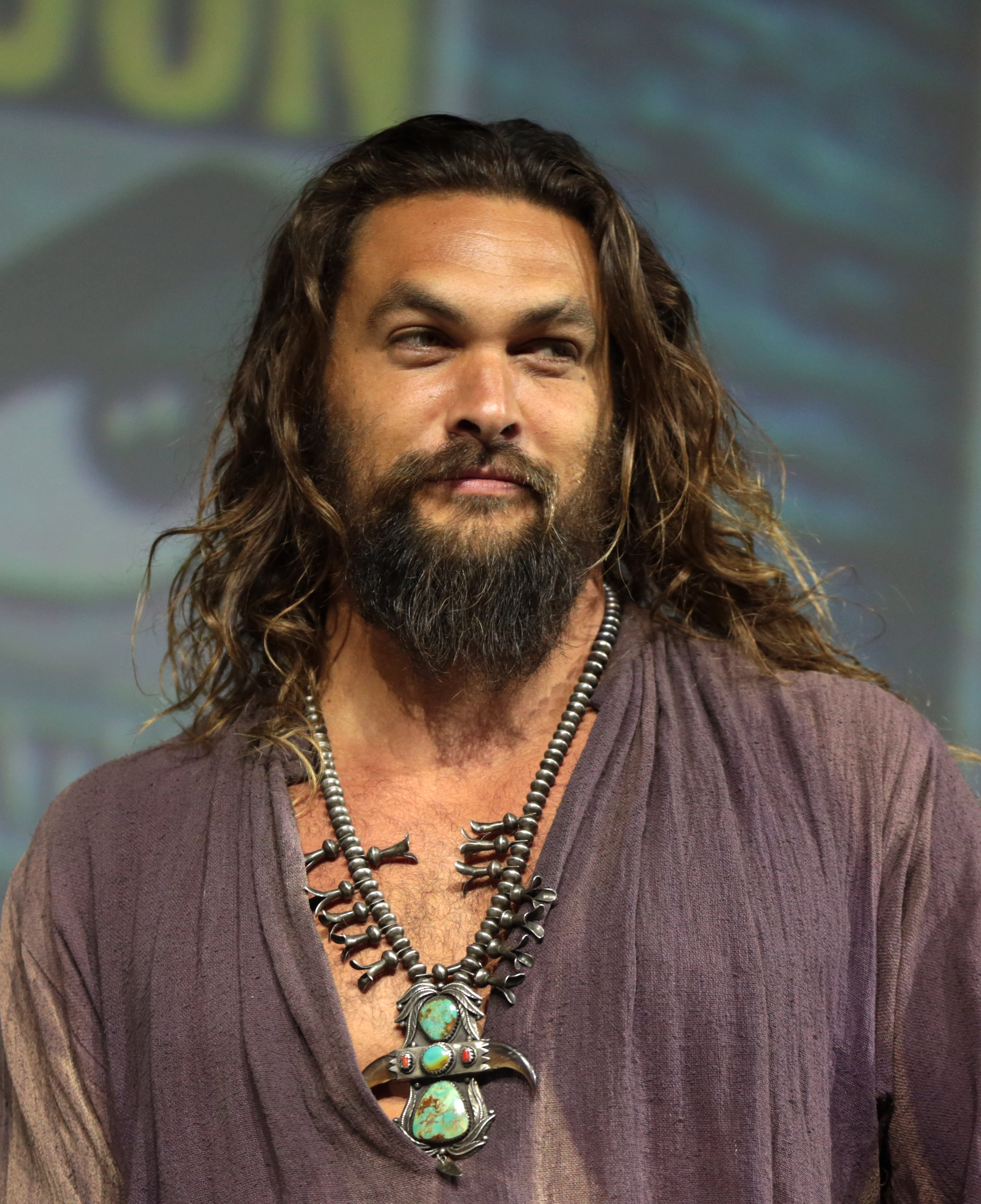
Jason Momoa, actor, model american

- 1975: Bogdan Țăruș, atlet român
- 1976: Alina Dobrin, handbalistă română
- 1976: Dieter Nisipeanu, șahist român
- 1976: Hasan Șaș, fotbalist și antrenor turc de fotbal
- 1979: Jason Momoa, actor și model american
- 1983: Michael Baird, fotbalist australian
- 1984: Bastian Schweinsteiger, fotbalist german
- 1985: Ilinca Manolache, actriță română
- 1985: Andrei Mureșan, fotbalist român
- 1986: Elena Vesnina, jucătoare rusă de tenis
- 1986: Ekaterina Vetkova, handbalistă rusă
- 1987: Iago Aspas, fotbalist spaniol
- 1992: Nicolae Milinceanu, fotbalist moldovean
- 1993: Eliza Buceschi, handbalistă română

## Decese
- 30 î.Hr.: Marcus Antonius, general și politician roman (n. 82 î.Hr.)
- 0527: Iustin I, împărat bizantin (n. 450)
- 1098: Ademar de Le Puy,  figură importantă a primei Cruciade, episcop de Le Puy-en-Velay (n. 1055)
- 1137: Ludovic al VI-lea al Franței (n. 1081)
- 1348: Blanche de Valois, regină a Germaniei și Boemiei (n. 1316)
- 1402: Edmund de Langley, primul Duce de York, fiul cel mic al regelui Eduard al III-lea al Angliei  (n. 1341)
- 1464: Cosimo Medici, conducătorul de facto al Florenței (n. 1389)
- 1545: Juan Pardo de Tavera, arhiepiscop de Toledo și mare inchizitor spaniol (n. 1472)

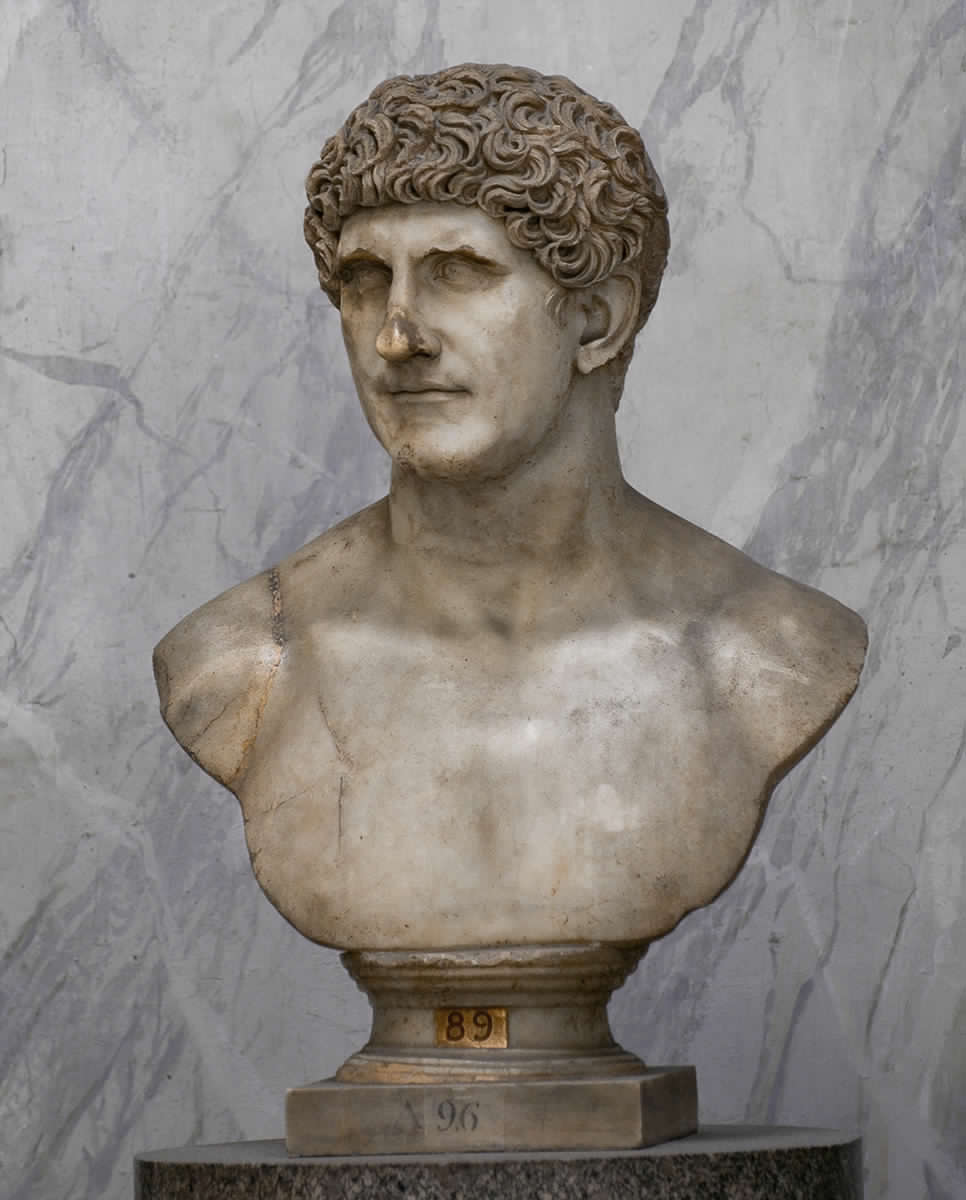
Marcus Antonius, general și politician roman
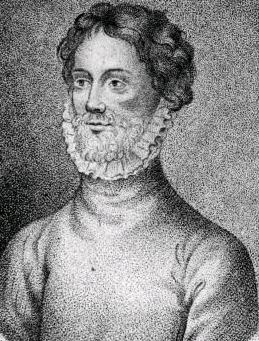
Edmund de Langley, primul Duce de York, fondatorul Casei de York
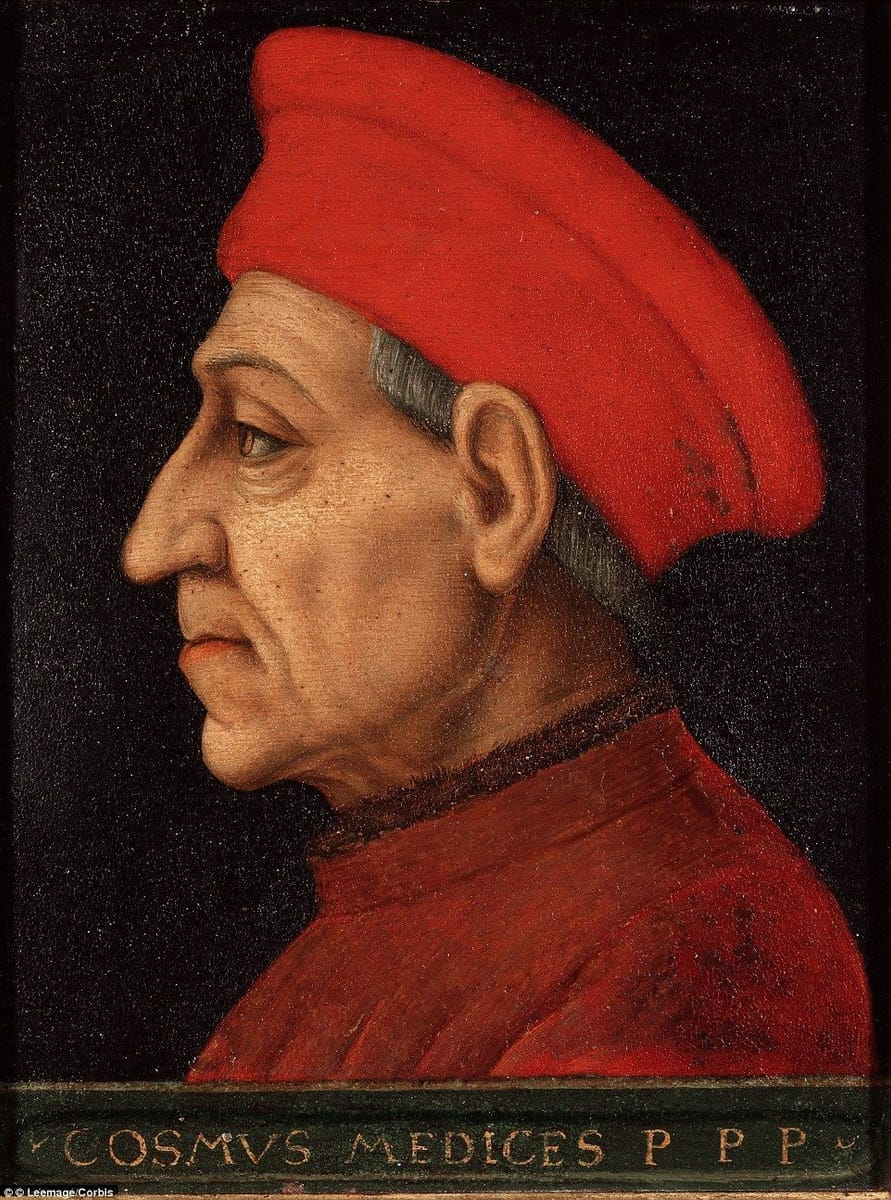
Cosimo Medici, conducătorul de facto al Florenței

- 1714: Regina Anna a Marii Britanii (n. 1665)
- 1858: Emma de Anhalt-Bernburg-Schaumburg, prințesă germană (n. 1665)
- 1861: Antonio Cabral Bejarano, pictor spaniol (n. 1798)
- 1884: Heinrich Laube, scriitor german (n. 1884)
- 1896: Sir William Robert Grove, fizician și inventator galez (n. 1811)
- 1943: Horia Creangă, arhitect român (n. 1892)
- 1926: Charles-Amable Lenoir, pictor francez (n. 1860)
- 1959: Francis de Miomandre, scriitor francez, câștigător al Premiului Goncourt în 1908 (n. 1880)
- 1970: Otto Heinrich Warburg, biochimist german, laureat al Premiul Nobel (n. 1883)
- 1973: Frederick Worlock, actor britanic (n. 1886)
- 1978: Petre Alexandru, tenor român, solist de romanțe, tangouri (n. 1898)
- 1987: Pola Negri, actriță americană de origine poloneză (n. 1897)

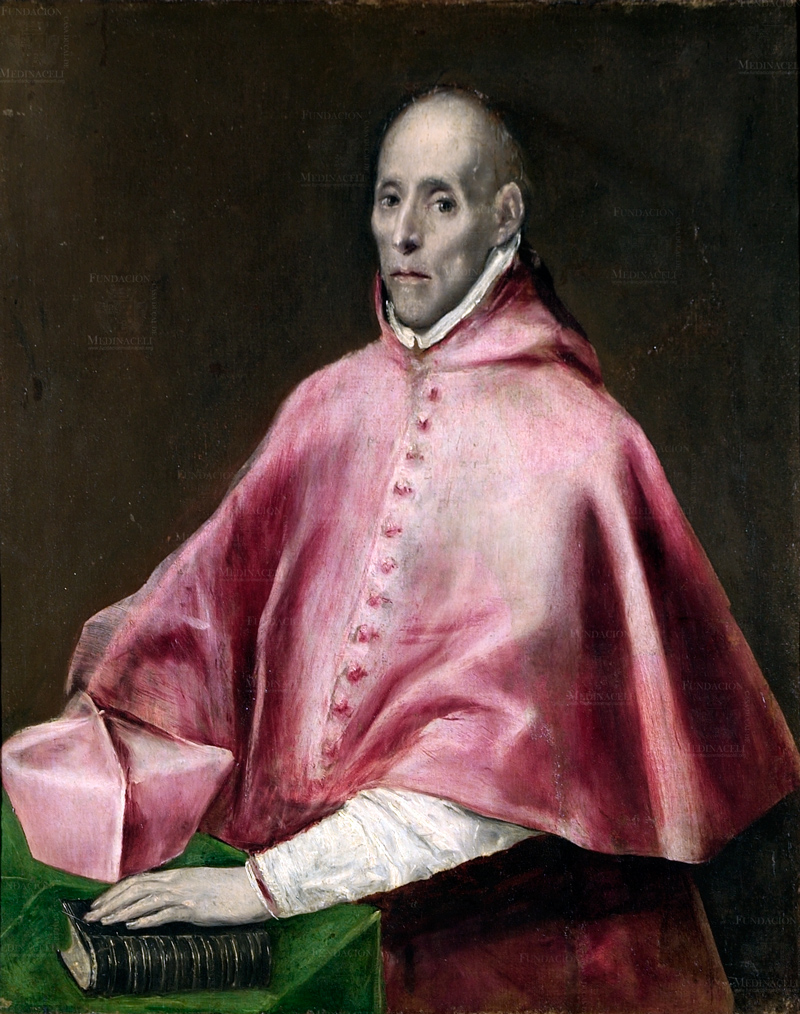
Juan Pardo de Tavera, mare inchizitor spaniol
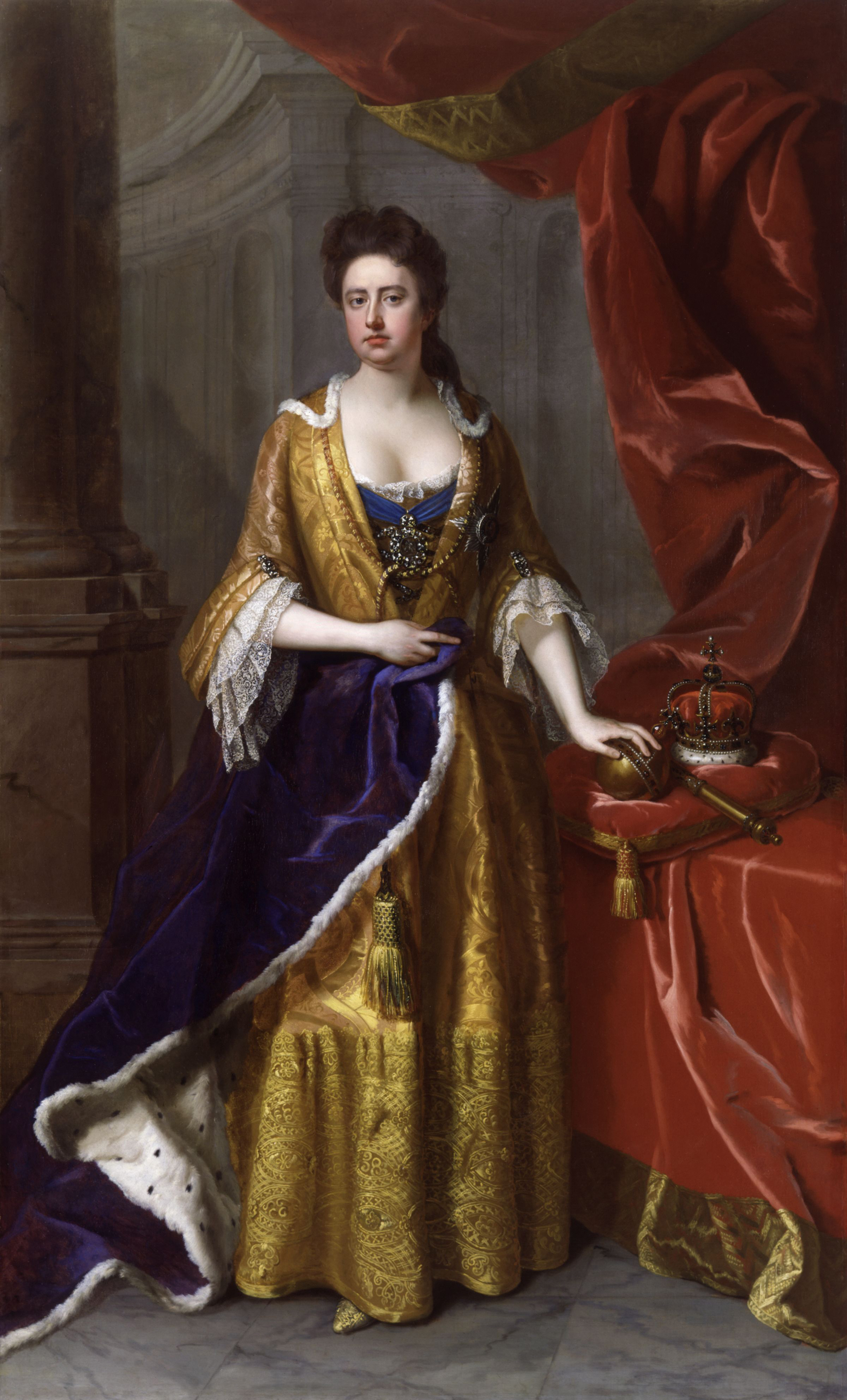
Regina Anna a Marii Britanii
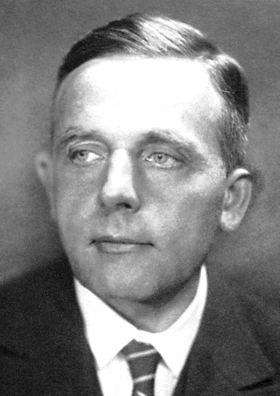
Otto Heinrich Warburg, biochimist german, laureat Nobel

- 1993: Alfred Manessier, pictor francez (n. 1911)
- 1996: Frida Boccara, cântăreață franceză (n. 1940)
- 1999: Silvia Dumitrescu-Timică, actriță română (n. 1902)
- 2001: Jay Chamberlain, pilot american (n. 1925)
- 2005: Robert Ficheux, geograf francez (n. 1898)
- 2008: Radu Grigorovici, fizician român, membru al Academiei Române (n. 1911)
- 2009: Corazon Aquino, politician filipinez (n. 1933)
- 2014: Szabolcs Cseh, cascador și actor român (n. 1942)
- 2016: Ana, Principesă de Bourbon-Parma, soția Regelui Mihai I al României (n. 1923)
- 2019: Puși Dinulescu, dramaturg român, regizor de film, teatru și televiziune (n. 1942)

## Sărbători
- Sfântul Alfons Maria de Liguori (calendar romano-catolic)
- Scoaterea Sf. Cruci; Sf. 7 Mc. Macabei (calendar ortodox)
- Elveția: Ziua națională.
- Benin: Sărbătoare națională. Proclamarea independenței. (1960)
- China: Ziua Armatei Populare Chineze.